# Third Man Records
Third Man Records — независимый лейбл, основанный американским музыкантом Джеком Уайтом в родном городе Детройт, штат Мичиган. Свой первый офис, который также выполняет функции магазина и содержит зал для концертов, лейбл открыл в городе Нашвилл, штат Теннесси, в 2009 году.

## История

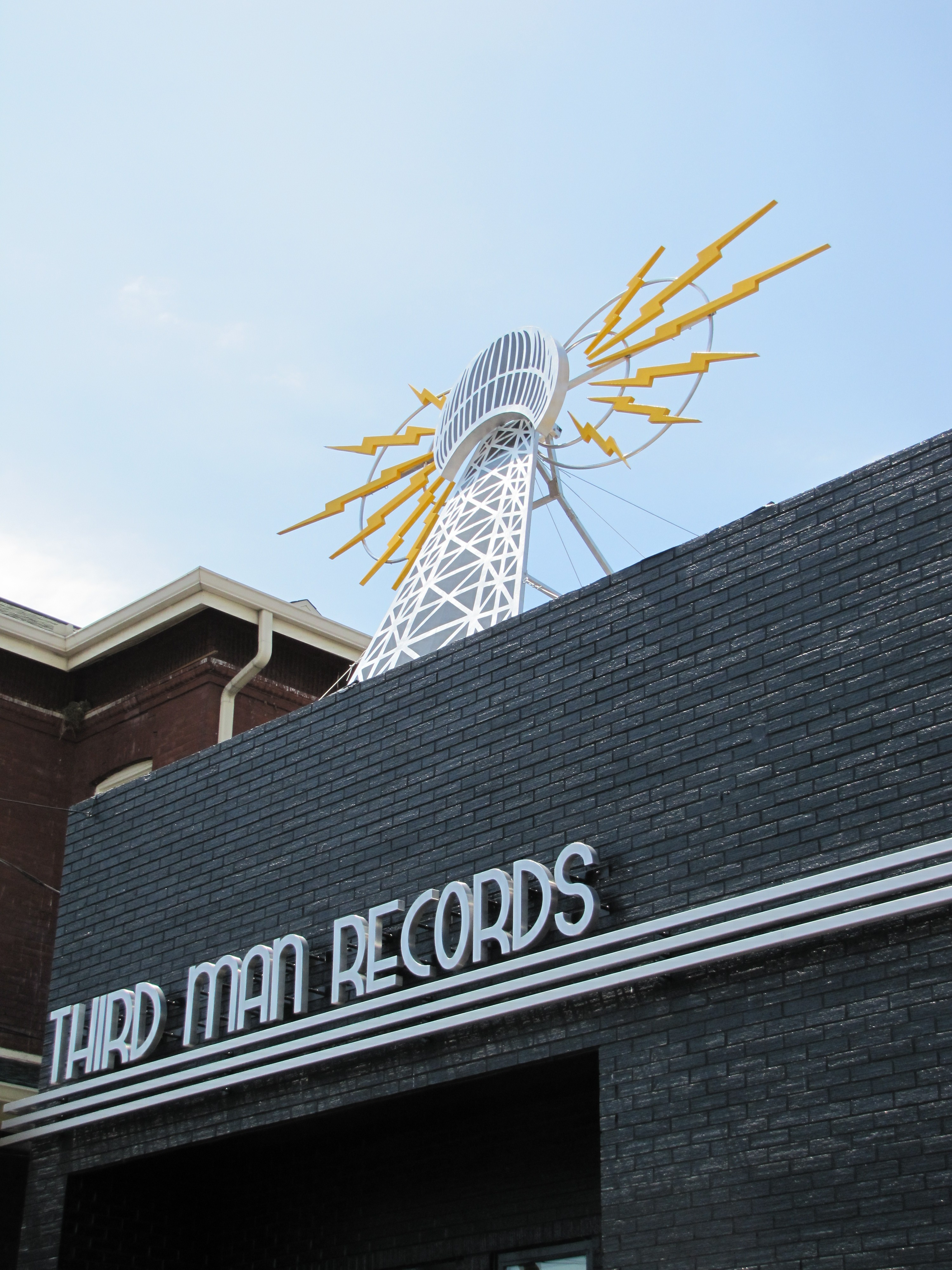
Офис в городе Нэшвилл

Джек Уайт основал лейбл Third Man Records в Детройте, штат Мичиган в 2001 году. Лейбл выпускает синглы и альбомы в основном на виниле. Первая пластинка была выпущена в Нэшвилле, штат Теннесси, 11 марта 2009 года. В Нэшвилле находится магазин, в котором также расположен и офис. Также в этом же здании есть The Blue Room, которая служит для концертов и презентаций альбомов. The Blue Room является единственным местом в мире, в котором, давая концерт, можно сразу же записать его и произвести винил. Во время открытия лейбла, Уайт дебютировал со своей новой супергруппой The Dead Weather перед 150 гостями. Девиз лейбла - "Ваши проигрыватели не мертвы".
Название лейбла отсылка к любимому фильму Джека Уайта - «Третий человек» Кэрола Рида, в котором снялись Джозеф Коттен и Орсон Уэллс. Также стоит заметить, что старая обивочная мастерская Джека называлась Third Man Upholstery, и у неё был схожий девиз - "Ваша мебель не мертва".
На всех шести студийных альбомах The White Stripes присутствует логотип лейбла. Оба альбома группы The Raconteurs также содержат логотип. The Dead Weather, Jack White, The Greenhornes , Karen Elson и The Black Belles находятся в реестре лейбла. Среди новых участников Kelley Stoltz, Seasick Steve и Pokey LaFarge.
В 2015 году Компания Third Man Records выпустила электрогитару Little Third Man. Гитара доступна в черном и желтом матовых цветах, имеет виниловый пикгард, изготовленный на фабрике United Record Pressing в Нэшвилле, стальную пластину с логотипом Third Man Records и специальную упаковку, включающую руководство по игре и табулатуры для песен «Hip (Eponymous) Poor Boy», «Black Math» и «We're Going to Be Friends».

## Third Man Records Vault
С сентября 2009 года лейбл запустил серию "Хранилище Third Man Records", которая выпускает редкие песни. Каждый подписавшийся на данную серию каждый квартал получает лимитированный 7" или 12" винил, а также бонусный элемент.

## Third Man Rolling Record Store
9 апреля 2011 года, Third Man Records запустило своё новое творение - "Передвижной магазин Third Man Records". Передвижной магазин - это большой жёлтый фургон, оснащённый звуковой системой и продукцией лейбла, был сделан компанией C Cook Enterprises в городе Эрленджер, штат Кентукки. Фургон впервые начал действовать на музыкальном фестивале South by Southwest 2011.

## Third Man Novelties Lounge
"Лаунж Third Man Records" расположен в магазине лейбла, который дебютировал 23 ноября 2012 года. В зале находятся отреставрированные винтажные машины. Среди которых есть музыкальный автомат Scopitone, который показывает музыкальные клипы на 16мм плёнки. Third Man загрузили в свой Scopitone 36 видео из каталога лейбла, и заявили, что это единственный в мире автомат Scopitone, который включает современную музыку. Также в зале есть машина Mold-A-Rama, которая делает красную восковую модель гитары Джека Airline, и фотография Уайта с гитарой. 20 апреля 2012 года, в честь празднования Record Store Day, Third Man отремонтировали машину Voice-o-Graph 1947 года, которая может записывать двухминутную аудиозапись и выпускать её на 6-дюймовом граммофонном диске.

## Дискография
Иногда Third Man Records выпускает компакт-диски и цифровую дистрибуцию через iTunes, но в основном они выпускают виниловые пластинки.
Различные дополнения выходят на чёрном виниле, но большинство релизов выходят на эксклюзивных и ограниченных цветных или разноцветных винилах. Начиная с TMR-003, лимитированный дополнения 7" сингла, издаются на трёхцветных винилах: включая чёрный, жёлтый и белые цвета; и издаются для эксклюзивной дистрибуции лейбла. Определённые синглы продаются на трёхцветном виниле в музыкальных магазинах родного города исполнителя, а не в Нэшвилле.
Записанные концерты в The Blue Room доступны только в чёрном и синем виниле в разных количествах. Эти альбомы доступны лишь для зрителей концерта, и на каждой пластинке есть специальный стикер, на котором написано имя покупателя.
Third Man разрушают барьеры производства виниловых пластинок, сотрудничая с компанией United Record Pressing, их инновации включают в себя следующие уникальные пластинки: пластинка в пластинке (7" винил внутри 12"), пластинка Техасского размера (8" и 13" винил), металлизированная пластинка, жидкость в пластинке, ароматизированная пластинка, пластинка внутри которой засушенные лепестки розы, гравировка на пластинке, пластинка записанная на 3 оборотах в минуту, пластинка-молния и другие.

## McCartney III
В 2020-м. году «Third Man Records» был выбран Полом Маккартни для тест пресса (Third Man Pressing) и первого ультралимитированного релиза нового альбома McCartney III в количестве 333 пластинок, а также лимитированного издания в количестве 3000 пластинок.

## Исполнители лейбла
Список также включает исполнителей, чьи синглы или альбомы были просто переизданы

| - The Dead Weather - The White Stripes - The Raconteurs - Джек Уайт - Ванда Джексон - Карен Элсон - Лора Марлинг - The 5.6.7.8’s - Конан О'Брайен - The Greenhornes - Лоретта Линн - Дженни Льюис | - Jeff the Brotherhood - First Aid Kit - Seasick Steve - White Denim - Джерри Ли Льюис - Том Джонс - Insane Clown Posse - Джон С. Рейли - Бек - Джош Оммж - Марк Ланеган - Alabama Shakes | - Blind Willie McTell - Чарли Пэттон - Вилли Мун - The Shins - Джонни Кэш - The Kills - Melvins - Рой Орбисон - Джек Джонсон - Вилли Нельсон - Нил Янг 1. 2. 3. |